# Episodi di Hazzard (terza stagione)
La terza stagione della serie televisiva Hazzard è composta da 23 episodi ed è stata trasmessa da CBS dal 16 settembre 1980 al 10 aprile 1981.
| nº | Titolo originale                 | Titolo italiano                        | Prima TV USA      | Prima TV Italia |
| -- | -------------------------------- | -------------------------------------- | ----------------- | --------------- |
| 1  | Carnival Of Thrills (Part 1 e 2) | Il carnevale del brivido (1 e 2 parte) | 16 settembre 1980 |                 |
| 2  | Carnival Of Thrills (Part 1 e 2) | Il carnevale del brivido (1 e 2 parte) | 16 settembre 1980 |                 |
| 3  | Enos Strate To The Top           | Enos corona il suo sogno               | 5 novembre 1980   |                 |
| 4  | The Hazzardville Horror          | I misteri di Hazzard                   | 7 novembre 1980   |                 |
| 5  | And In This Corner, Luke Duke    | Pugilato ad Hazzard                    | 14 novembre 1980  |                 |
| 6  | The Late J.D. Hogg               | Il fu J.D. Hogg                        | 21 novembre 1980  |                 |
| 7  | Uncle Boss                       | Un patto d'alleanza                    | 28 novembre 1980  |                 |
| 8  | Baa, Baa White Sheep             | La pecora bianca                       | 5 dicembre 1980   |                 |
| 9  | Mrs. Roscoe P. Coltrane          | Rosco lo scapolo d'oro                 | 12 dicembre 1980  |                 |
| 10 | The Great Santa Claus Chase      | Buon Natale Boss                       | 19 dicembre 1980  |                 |
| 11 | Good Neighbors, Duke             | Il regno di Hogg                       | 2 gennaio 1981    |                 |
| 12 | State Of The County              | Chi ha paura di Boss Hickman           | 9 gennaio 1981    |                 |
| 13 | The Legacy                       | Il lascito                             | 16 gennaio 1981   |                 |
| 14 | Duke vs. Duke                    | Duke contro Duke                       | 23 gennaio 1981   |                 |
| 15 | My Son, Bo Hogg                  | Mio figlio Bo Hogg                     | 30 gennaio 1981   |                 |
| 16 | To Catch A Duke                  | Gioielli che scottano                  | 6 febbraio 1981   |                 |
| 17 | Along Came A Duke                | Tris di Duke                           | 13 febbraio 1981  |                 |
| 18 | By-Line, Daisy Duke              | Reporter d'assalto                     | 20 febbraio 1981  |                 |
| 19 | The Return Of Hughie Hogg        | Il ritorno di Hughie Hogg              | 6 marzo 1981      |                 |
| 20 | Bye, Bye, Boss                   | Il rapimento di Boss                   | 13 marzo 1981     |                 |
| 21 | The Great Hazzard Hijack         | La grande rapina di Boss               | 27 marzo 1981     |                 |
| 22 | The Hack Of Hazzard              | Il buono del tesoro                    | 3 aprile 1981     |                 |
| 23 | The Canterbury Crock             | Il vaso di Canterbury                  | 10 aprile 1981    |                 |

## Il carnevale del brivido (1ª parte)
- Titolo originale: Carnival Of Thrills (Part 1)
- Diretto da: Dick Molder
- Scritto da: William Raynord e Myles Wilder

### Trama
Quando i Dukes si recano per assistere a uno spettacolo di acrobazia chiamato "Carnevale del brivido", la star dello show si è infortunato nel tentativo di saltare con una macchina su una fila di 32 carcasse parcheggiate. Alla ricerca di una nuova stella, la bella proprietaria dello spettacolo, Diane Benson, offre a Bo il lavoro. Mentre Diane seduce un Bo innamorato con le sue meraviglie, Luke, Daisy e lo zio Jesse sospettano che qualcosa non vada nel verso giusto...
- Curiosità: Rosco, durante un inseguimento, infrange la cosiddetta quarta parete comunicando via radio a Bo e Luke che se non li acciuffa in questa puntata, continuerà per tutta la serie.

- Guest star: Robin Mattson

## Il carnevale del brivido (2ª parte)
- Titolo originale: Carnival Of Thrills (Part 2)
- Diretto da: Dick Molder
- Scritto da: William Raynord e Myles Wilder

### Trama
I loro timori vengono confermati quando un investigatore assicurativo rivela che il precedente incidente, insieme a molti altri, non sono stati casuali. Luke cerca di parlare di questo a Bo, che si rifiuta di ascoltare. Questo porta a una lotta enorme che induce Bo a lasciare la fattoria.
- Guest star: Robin Mattson

## Enos corona il suo sogno
- Titolo originale: Enos Strate To The Top
- Diretto da: Rod Amateau
- Scritto da: William Raynord e Myles Wilder

### Trama
Daisy scatta uno foto a zio Jesse davanti ad una banca di Atlanta proprio nel momento in cui due rapinatori stanno uscendo con il bottino in mano. I malviventi notano ciò e rapiscono Daisy chiedendo in cambio foto e negativi. Nel frattempo, Enos va contro gli ordini di Rosco, aiutando i ragazzi Duke a ritrovare Daisy e catturare i rapinatori/rapitori. Lo stesso Enos, dopo numerose richieste di lavoro inviate ai vari dipartimenti di polizia degli U.S.A. ricevendo risposte negative viene chiamato a servizio nel Dipartimento di Polizia di Los Angeles coronando il suo sogno.
- Curiosità: oltre all'avvicendamento tra Enos e Cletus (come vice sceriffo di Hazzard), appare per la prima volta il pigro cane Flash, che d'ora in poi accompagnerà Rosco.

## I misteri di Hazzard
- Titolo originale: The Hazzardville Horror
- Diretto da: Jack Whitman
- Scritto da: Si Rose

### Trama
Un duo criminale composti da padre e figlio rubano argento nell'ufficio di Boss Hogg al Boar's Nest e si nascondono nella tetra casa di proprietà del defunto Hezechiah Pringle, ereditata alla nipote, Mary Lou Pringle. Quando Mary Lou torna ad Hazzard per vendere la casa, i truffatori cercano di spaventarla mettendo in scena una serie di eventi soprannaturali. I Duke le corrono in aiuto, anche perché sono accusati del furto da Boss, visto che Daisy è stata l'ultima a lasciare il locale.
- Curiosità: alla fine della puntata al Boar's Nest si esibisce Tammy Wynette, costretta a cantare Rocky top dallo sceriffo Rosco per scontare una multa per eccesso di velocità.

- Guest star: Morgan Brittany e Tammy Wynette

## Pugilato ad Hazzard
- Titolo originale: And In This Corner, Luke Duke
- Diretto da: Paul Baxley
- Scritto da: Jim Rogers

### Trama
Facendo a pugni con un forestiero che lo ha provocato, Luke rompe un enorme specchio da tremila dollari che Boss Hogg ha acquistato per il Boar's Nest. Zio Jesse potrebbe essere costretto a vendere la fattoria per pagare i danni e la cauzione, a meno che Luke non partecipi ad un incontro di boxe proprio contro quel forestiero, che risulta essere Catfish Lee, un pugile professionista, gestito da un manager molto poco onesto che non esita a rubare tutti i guadagni della giornata.

## Il fu J.D. Hogg
- Titolo originale: The Late J.D. Hogg
- Diretto da: Hollingsworth Morse
- Scritto da: Martin Roth

### Trama
Boss Hogg fa arrestare i Duke con il solito raggiro sull'ipoteca della fattoria pagata in ritardo. Dopo aver fatto degli esami medici di routine, riceve una telefonata dal medico non molto piacevole: ha due settimane di vita. Desideroso di andare in paradiso inizia a comportarsi degnamente, prima di tutto liberando i Duke e ad effettuando donazioni a tutti. Fortunatamente per Boss il medico ha fatto confusione con gli esiti medici. Intanto due rapinatori rubano il furgone della posta.

## Un patto d'alleanza
- Titolo originale: Uncle Boss
- Diretto da: Hollingsworth Morse
- Scritto da: William Raynor e Myles Wilder

### Trama
Hughie Hogg aiuta suo zio Boss ad incastrare i Duke, ma i primi due tentativi sono vani, anche per l'aiuto di Cooter. Poi Daisy finisce in prigione e i Duke decidono di farla evadere giusto il tempo del matrimonio di una sua amica, ma il tutto è videoregistrato da Hughie che vuole portare la VHS all'FBI. Rosco, però, si allea coi Duke per smagnetizzare quel video, dove lui risulta un buono a nulla.

## La pecora bianca
- Titolo originale: Baa, Baa White Sheep
- Diretto da: Dick Moder
- Scritto da: William Raynor e Myles Wilder

### Trama
Abraham Lincoln Hogg, detto "Ab", è il fratello gemello di Boss ed è del tutto identico a lui, con tre differenze: è onesto, generoso e veste in nero. Boss ha fatto credere che fosse morto da 5 anni, ma "Ab" piomba ad Hazzard per l'eredità di un terreno che Boss ha già venduto. Quindi, cerca di toglierlo di mezzo, poi falsifica la sua firma grazie a Benny "fregatura", portatogli da Luke in cambio della libertà per un assegno a vuoto emesso dallo stesso Benny.
- Curiosità: in questo episodio è assente Bo, ufficialmente in vacanza per un fine settimana.

## Rosco lo scapolo d'oro
- Titolo originale: Mrs. Rosco P. Coltrane
- Diretto da: Jack Whitman
- Scritto da: Si Rose

### Trama
Sue Ann Bliss è una graziosa ragazza che Rosco ha conosciuto tre mesi fa per corrispondenza, ora lei è nel suo ufficio e lo convince a sposarlo il giorno dopo al Boar's Nest. Ma poi Bo e Luke scoprono tutto: Bliss è un cognome falso, Sue Ann è sposata con uno dei due ricercati che li hanno inizialmente buttati fuori strada e il tutto è organizzato per rapinare la banca incustodita durante il matrimonio.

## Buon Natale Boss
- Titolo originale: The Great Santa Claus Chase
- Diretto da: Denver Pyle
- Scritto da: Martin Roth

### Trama
Due tipi mascherati derubano Bo e Luke di un camion carico di alberi destinati al Natale degli abitanti di Hazzard e un terzo travestito da reverendo li incrimina, d'accordo con Boss Hogg. Con l'aiuto di Cooter, Bo e Luke, travestiti da Babbo Natale, riprendono quel camion e distribuiscono tutti gli alberi agli abitanti. Intanto anche i tre malviventi si travestono da Babbo Natale e derubano la cassaforte di Boss. Alla fine tutti dai Duke per festeggiare la notte di Natale.

## Il regno di Hogg
- Titolo originale: Good Neighbors, Duke
- Diretto da: Dick Moder
- Scritto da: Len Kaufman

### Trama
"Il regno di Hogg" è un centro commerciale con relative abitazioni che Boss Hogg vorrebbe anche su una fattoria che lui e i Duke credevano abbandonata, invece occupata dai Venable. Luke scopre, da un ritaglio di giornale, che Venable un tempo si chiamava Benson ed è stato testimone per un furto di diamanti, ragion per cui sono braccati da due cacciatori di taglie, che a Rosco si spacciano per cercatori di uranio. Per sfuggire loro, i Duke aiutano i Venable ad inscenare la loro morte. 
- Curiosità: alla fine della puntata al Boar's Nest si esibisce Hoyt Axton, costretto a cantare Out of state cars dallo sceriffo Rosco per scontare una multa per eccesso di velocità.

- Guest star: John Larch (sig. Venable)

## Chi ha paura di Boss Hickman
- Titolo originale: State Of The County
- Diretto da: Dick Moder
- Scritto da: Bruce Howard

### Trama
Dando un passaggio ad uno straniero di nome Earl Becket e trovandogli lavoro da Cooter, Daisy se ne innamora. Ma poi si scopre che Earl è un sicario mandato da Boss Hickman, che vuole diventare padrone di Hazzard, per attentare Boss Hogg che si salva incolpando i Duke. Sarà proprio Daisy, inizialmente riluttante ai sospetti dei cugini, a fermare Earl.
- Curiosità: alla fine della puntata al Boar's Nest si esibiscono, per la seconda volta, The Oak Ridge Boys, costretti a cantare Leaving Louisiana in the Broad Daylight dallo sceriffo Rosco per scontare una multa per eccesso di velocità.

## Il lascito
- Titolo originale: The Legacy
- Diretto da: Hollingsworth Morse
- Scritto da: William Raynor e Myles Wilder

### Trama
Lucinda, una vecchia fiamma di zio Jesse e di Boss Hogg, torna ad Hazzard dopo tanto tempo per un debito di cinquemila dollari firmato dallo stesso Boss, che si rifiuta di pagare. I Duke scovano, nella proprietà di Lucinda, nove barili di pessimo whiskey che rifilano a Boss per 5.400 dollari. Boss lo rivende per circa cinquantamila dollari a Blaine e Hatcher, che però lo rubano assieme al furgone di zio Jesse...
- Curiosità: assente Rosco, Cletus diventa sceriffo temporaneo e il contabile Wilbur Fudge (interpretato da Jay Ripley) viene nominato vice sceriffo temporaneo.

## Duke contro Duke
- Titolo originale: Duke Vs. Duke
- Diretto da: Rod Amateau
- Scritto da: Si Rose

### Trama
Durante una corsa di prova per il Derby di Hazzard, dove a chi vince vanno mille dollari e a chi perde viene confiscato il mezzo da Boss Hogg, Cooter si rompe un piede fermandosi per aiutare Bo e Luke. Zio Jesse decide che Luke prenderà il posto di Cooter per non permettere a questo di perdere anzitempo il mezzo avuto con una seconda ipoteca su casa e garage: così, con Bo sul Generale Lee, iniziano piccoli screzi al limite del litigio. Intanto Boss ingaggia la famigerata "mamma" Harper coi tre erculei figlioli, per far vincere Rosco. Alla fine, per caso, Bo e Luke arriveranno primi a pari merito.
- Curiosità: Fran Ryan, l'attrice che interpreta "mamma" Harper, è diventata famosa in Italia nei primi anni 80 per lo spot pubblicitario della Gled Magic Water, dove interpretava la "signora Luisa" (quella che "comincia presto, finisce presto e di solito non pulisce il water").

## Mio figlio Bo Hogg
- Titolo originale: My Son, Bo Hogg
- Diretto da: Rod Amateau
- Scritto da: Si Rose

### Trama
Andando a caccia di cinghiali, Bo, con un'auto gialla prestatogli da Cooter, ha un incidente e sbatte la testa, svenendo. Gli inseguitori, Boss e Rosco, lo portano all'ospedale dove il dottore, credendo Boss suo padre, gli dice che ha un'amnesia che durerà qualche giorno. Boss approfitta della situazione incaricando l'ignaro Bo di portare whiskey di contrabbando nella contea di Chikasaw dove detta legge il terribile sceriffo Little. I "delinquenti" Luke e Daisy lo aiuteranno e un altro colpo in testa gli farà tornare la memoria.

## Gioielli che scottano
- Titolo originale: To Catch A Duke
- Diretto da: Denver Pyle
- Scritto da: Bruce Howard

### Trama
Myrna e Burt Robie, due ladri di gioielli di Nashville, si fermano ad Hazzard per un guasto all'auto. Multati da Rosco, nascondono i gioielli davanti al comune, dove il cane Flash li ritrova portandoli nell'auto di Rosco, che verrà accusato da Boss di complicità assieme a Bo e Luke che, minacciati, aiutano i criminali a fuggire. Sollevato dal suo incarico, Rosco, inizialmente riluttante, accetta l'aiuto dei Duke per risolvere la faccenda.
- Curiosità: in questo episodio è assente Daisy Duke, ufficialmente per andare a trovare una zia convalescente.

## Tris di Duke
- Titolo originale: Along Came A Duke
- Diretto da: Paul Baxley
- Scritto da: Len Kaufman

### Trama
Nel giorno in cui si festeggia il generale Stonewall Jackson, con Hazzard addobbata a festa, Boss Hogg ingaggia Tiny ed Harry Joe per rubare la spada del gen. Jackson al direttore del museo di Atlanta, dottor Hastings. Scampato all'aggressione grazie a Bo e Luke, chiede a Boss che siano loro due a scortare la spada fino ad Hazzard. Ma Boss, che vuole venderla ad un ricettatore, cambia i suoi piani, inguaiando i due cugini. Ma l'arrivo di un terzo cugino in moto, Jeb Stuart Duke, sarà d'aiuto; intanto Tiny ed Harry Joe, che Boss non ha voluto pagare, tornano per rapinarlo.

## Reporter d'assalto
- Titolo originale: By-Line, Daisy Duke
- Diretto da: Hollingsworth Morse
- Scritto da: Martin Roth

### Trama
Mentre Bo e Luke vengono buttati fuori strada da due tipi, che poi risulteranno ladri di trattori, Daisy lavora part-time come reporter per "la gazzetta di Hazzard". Boss e Rosco, invischiati nel furto, nascondono il camion, con un trattore dentro, a casa Duke, così Bo e Luke vengono incolpati sotto gli occhi di Daisy e del suo caporedattore, che comunque dà loro il tempo per andare in stampa, cioè otto ore, per cercare la verità.
- Curiosità: alla fine della puntata al Boar's Nest si esibisce Dottie West, costretta a cantare Even if you were Jesse James dal vice sceriffo Cletus per scontare una multa per eccesso di velocità.

- Guest star: Kevin Hagen (contadino)

## Il ritorno di Hughie Hogg
- Titolo originale: The return Of Hughie Hogg
- Diretto da: Dick Moder
- Scritto da: Bruce Howard

### Trama
Hughie Hogg torna ad Hazzard per portare un'autopompa di seconda mano per i pompieri, non prima di aver terrorizzato il cavallo cavalcato da Daisy. Intanto giunge un funzionario delle tasse che spaventa Boss Hogg, il quale si libera di ogni suo avere intestandolo a Hughie. Ma Bo e Luke scoprono che il funzionario è falso ed è stato tutto organizzato da Hughie per impadronirsi di Hazzard. Così Boss, costretto a rifugiarsi dai Duke, si unisce a loro per riprendersi tutto e cacciare Hughie.

## Il rapimento di Boss
- Titolo originale: Bye, Bye, Boss
- Diretto da: Denver Pyle
- Scritto da: Jim Rogers

### Trama
Digger Jackson è fuggito di prigione ed è tornato ad Hazzard per vendicarsi di Boss Hogg, che dieci anni prima ha testimoniato contro di lui in tribunale. Dopo aver rubato il Generale Lee a Bo e Luke, Digger rapisce Boss pretendendo centomila dollari di riscatto. Nascosto in una fattoria abbandonata inaccessibile, i Duke provano a cercarlo a cavallo.
- Curiosità: alla fine della puntata al Boar's Nest si esibisce Freddy Fender, costretto a cantare Jambalaya dallo sceriffo Rosco per scontare una multa per eccesso di velocità.

## La grande rapina di Boss
- Titolo originale: The Great Hazzard Hijack
- Diretto da: John Florea
- Scritto da: William Raynor e Myles Wilder

### Trama
Durante una corsa contro Cooter, il Generale Lee si blocca in un torrente e Luke trova in acqua un pacchetto da mille dollari. Dopo averlo consegnato a Boss Hogg, con foto per la gazzetta di Hazzard, i Duke scoprono che fanno parte di una rapina da un milione di dollari, avvenuta due anni prima. Salvando un'auto da un inseguitore, che poi risulterà essere un investigatore privato, Luke riconosce tra i tre salvati Phil, un compagno di quando era nei marines. Presto scoprirà che Phil e i suoi due amici sono gli autori di quella rapina.
- Curiosità: alla fine della puntata al Boar's Nest si esibisce Roy Orbison, costretto a cantare la celebre Oh, Pretty Woman dallo sceriffo Rosco per scontare una multa per eccesso di velocità.

## Il buono del tesoro
- Titolo originale: The Hack Of Hazzard
- Diretto da: Paul Baxley
- Scritto da: Len Kaufman

### Trama
Gli ignari Bo e Luke portano ad Hazzard due stranieri, che hanno rubato un buono del tesoro da centomila dollari, con un vecchio taxi di proprietà dell'impiegata delle poste, signorina Tisdale, rimesso in funzione perché i Duke si sono offerti di sostituirla temporaneamente. I due nascondono il buono in una busta nel sedile posteriore del taxi, che finisce in tappezzeria. Cooter trova la busta e la spedisce insieme alla sua posta. Ma i due, braccati dalle autorità e da Boss che prova a entrare in gioco, la rivogliono e così inseguono Daisy, che deve consegnare la posta al distretto.
- Guest star: Nedra Volz (signorina Tisdale)

## Il vaso di Canterbury
- Titolo originale: The Canterbury Crock
- Diretto da: Dick Moder
- Scritto da: Bruce Howard

### Trama
Senza il defunto marito Sam, Emma Partridge non riesce a portare avanti la fattoria e così vende tutto a Boss Hogg per estinguere una parte dell'ipoteca. Daisy trova un vaso che i Duke comprano per 25 dollari. Intanto piomba ad Hazzard il ricco Beckman che vuole quel vaso a tutti i costi, creando scompiglio a chiunque. Ma quel vaso verrà riempito, e coperto, da fiori passando di mano in mano fino all'ignaro Boss e, dopo una lunga serie di inseguimenti, finirà in pezzi.